# 戦場と二人のドクター
「戦場と二人のドクター」（せんじょうとふたりのドクター、原題: "Twice Upon a Time"）は、イギリスのSFドラマ『ドクター・フー』のエピソード。スティーヴン・モファットが脚本を、レイチェル・タラレイが監督を担当し、2017年12月25日に13本目のクリスマススペシャルとして BBC One で放送された。
本作は12代目ドクター役のピーター・カパルディの最後のレギュラー出演となり、2013年のドキュドラマ An Adventure in Space and Time でウィリアム・ハートネル役を演じたデイビッド・ブラッドリーも初代ドクター役でゲスト出演し、終盤には13代目ドクター役のジョディ・ウィテカーが公式に初出演した。12代目ドクターのコンパニオンのビル役のパール・マッキー、ナードル役のマット・ルーカス、クララ役のジェナ・ルイーズ・コールマンもゲスト出演した。
本作は「散りゆくドクター」での出来事の続きで、1966年の The Tenth Planet から南極にやって来た初代ドクターと遭遇した12代目ドクターのクリフハンガーが処理される。本作はカパルディの4番目にして最後のクリスマススペシャルであるとともに、モファットが2010年にラッセル・T・デイヴィスの後を継いで以降彼が製作に携わる最後のエピソードでもある。本作の放送の後、番組の製作総責任者はクリス・チブナルが引き継ぐこととなる。また、2005年の新シリーズが始動して以来『ドクター・フー』の音楽を作曲していたマレイ・ゴールドも本作をもって退陣し、第11シリーズからはセーガン・アキノラが作曲を担当する。
本作は批評家から一般に肯定的にレビューされたが、初代ドクターの扱いに対する批判の声もあった。

## プロット

### あらすじ
南極で初代ドクターと遭遇した12代目ドクターは、かつての自分が今の自分と同様に再生を拒んで死を選ぼうとしていることを知る。後の宇宙の歴史を守るために彼に心変わりさせようとする中、2人は静止した時の中で第一次世界大戦中の大尉と出会う。大尉はガラスの女性ヒューマノイドと遭遇した際に時空間エラーが発生し、ドクターたちは大尉を元の時代と場所へ戻すために行動を始める。やがてガラスのヒューマノイドの船に捕まった彼らは、かつてドクターと旅をして死亡したはずのビルと再会する。ビルを仲間に加えた彼ら4人はガラス製ヒューマノイドの船から脱出を果たすが、12代目ドクターのターディスが拿捕され、初代ドクターのターディスに乗って行動することになる。
12代目ドクターはガリフレイのマトリックスよりも巨大なデータベースであるダーレクのハイブマインドから敵の情報を得るべく、「ダーレクの中へ」で出会った善良なダーレクことラスティに会いにヴィレンガード工場跡地へ向かう。12代目ドクターがラスティから情報を得ている頃、ビルはガラス製の肉体を大尉と初代ドクターに露見させ、テスティモニーの一部となっている自らの正体を明かす。テスティモニーとは西暦50億12年のテスティモニー財団が開発した技術で、死亡する人間の意識を保存してガラスの肉体を与え、死者に再び会えるようにするというものだった。やがて合流した12代目ドクターは、テスティモニーを宇宙に存在する自身以外の正義であると認める。
大尉が南極に送られたのは初代と12代目のドクターがいずれも再生を拒んだことにあった。アーチボルト・ヘイヴィッシュ・レスブリッジ・スチュワートと名乗る彼は残された家族を見守るようドクターに依頼し、第一次世界大戦の真っ最中に戻る。引き金に手をかけるドイツ軍人を前にして死を覚悟する彼だったが、その日はクリスマス休戦の日であり、両陣営が手を取り合ったことで一命を取り留める。
4人で旅をした初代ドクターは再生を受け入れ、自身のターディスへ戻る。宇宙を救い続けることに疲れた12代目ドクターはテスティモニーが再現したビルとナードル、そしてクララ・オズワルドと対面する。かつてのコンパニオンに死ぬなと言われたドクターは宇宙からの救難信号を受け取り、次の代へ再生することを決意する。新しい自分への遺言を残し、彼は13代目ドクターへ再生する。 

### 連続性
「戦場と二人のドクター」は初代ドクターの最後の物語である The Tenth Planet（1966年）から続いており、一部シーンは冒頭に流用されている。初代ドクターはコンパニオンのベンとポリーを置いてターディスに戻り、コンソールルームで倒れて再生を開始する。当時の編集者であったデレク・マルティノスはオリジナルの台本からドクターの再生の拒絶を示唆する台詞を削除したと言われており、その部分をスティーヴン・モファットが本作で掘り下げた。
テスティモニーが初代ドクターに彼の未来の姿を見せる際、クラシックシリーズと新シリーズの両方のクリップ映像が流れる。3代目ドクターは Invasion of the Dinosaurs（1974年）、5代目ドクターは Arc of Infinity（1983年）、7代目ドクターは The Happiness Patrol（1988年）、8代目ドクターは「ドクター前夜」（2013年）、9代目ドクターは「わかれ道」（2005年）、 10代目ドクターは「火星の水」（2009年）の映像が使用されている。また、テスティモニーは未来でドクターが呼ばれる肩書を羅列している。具体的には "The Shadow of the Valeyard"（The Trial of a Time Lord）、"The Oncoming Storm"（「わかれ道」）、"The Imp of the Pandorica"（「パンドリカが開く」）、"The Beast of Trenzalore"（「ドクターの時」）、"the Butcher of Skull Moon" および "the Doctor of War"（「時空の果てで」）である。"The Destroyer of Skaro" は Remembrance of the Daleks（1988年）での惑星スカロの破壊のことを指すが、「ダーレク収容所」（2012年）や「魔術師の弟子」（2015年）で見られるようにスカロは後に復活した。
ヴィレンガードの武器工場はモファットが最初に執筆した『ドクター・フー』の物語でもある「ドクターは踊る」（2005年）で初めて言及された。当該エピソードで9代目ドクターは、工場が原子炉事故で蒸発してバナナ園になったと述べている。
テスティモニーのガラスパイロットになるヘレン・クレイは新地球の新地球大学で教鞭を執っている。新地球は10代目ドクターの「新地球」（2006年）と「大渋滞」で登場した惑星である。

### 作品外への言及
12代目ドクターは初代ドクターをマリー・ベリー、ジョーンズ伍長、ミスター・パストリーと呼んでいる。ミスター・パストリーは4代目ドクター役の候補でもあったリチャード・ハーネが演じた子供向けの劇のキャラクターであった。
12代目ドクターの遺言の1つである "Hate is always foolish and love is always wise" は哲学者バートランド・ラッセルの格言の言い換えである。

## 製作

### 配役
ピーター・カパルディは本作で12代目ドクター役を降板した。2017年1月30日に彼は第10シリーズが最後のシリーズになること、そして2017年のクリスマススペシャルで降板する用意をしていることを明かした。また本作で初出演した13代目ドクター役のジョディ・ウィテカーは2017年7月16日に配役が告知された。
初代ドクター役は以前にドキュメンタリードラマ An Adventure in Space and Time でウィリアム・ハートネル役を演じたデイヴィッド・ブラッドリーが演じており、彼はウィリアム・ハートネルとリチャード・ハーンドール（1983年の The Five Doctors）に続いて初代ドクター役を演じた3人目の俳優となった。なお、ブラッドリーは「恐竜たちの船」（2012年）にもソロモン役で出演していた。
最初の予告編は2017年コミコン・インターナショナルで公開され、初代ドクターのコンパニオンであったポリー（演:リリー・トラバース）、そして12代目ドクターのコンパニオンであったビル（演:パール・マッキー）の再登場が明かされた。また、2006年から2017年までに7本のエピソードを執筆したトビー・ウィトハウスと2005年から2017年まで脚本家を担当したマーク・ゲイティスの出演も明かされた。ゲイティスは大尉というキャラクターとしての出演となった。「戦場と二人のドクター」放送後の記者会見では、ゲイティスは台本を読み終えた際に大尉がレスブリッジ・スチュワート准将の祖父であると思って涙したと述べた。しかし、Haisman Literary Estate は本作の大尉が Night of the Intelligence で登場した准将の大おじであるとし、後に What's Past is Prologue で大尉が准将の父である可能性を示唆し、どちらの解釈も可能であるようにした。
初代ドクターと2代目ドクターのコンパニオンであるベン・ジャクソンは、Hollyoaksの元キャストであるジャレッド・ガーフィールドが演じたことが後に明らかになった。クラシックシリーズでの初代ドクター、ポリー、ベンを演じていたハートネル、アンケ・ウィルズ、マイケル・クレイズもアーカイブ映像として登場し、2代目ドクター役のパトリック・トラウトンも再生直後のドクターとして登場した。テスティモニーの声はニッキー・アンカ＝バードが担当した。
番組製作総指揮者の交代に伴い、エピソードの最終シーンはクリス・チブナルが脚本を執筆し、第11シリーズ第1話「新生ドクター、地球に落ちる」の冒頭に繋げた。なお、ラッセル・T・デイヴィスからスティーヴン・モファットに総指揮者が継承された際、「時の終わり」（2010年）でも第5シリーズ第1話「11番目の時間」に繋がるよう同様のことがあった。
本作ではジェナ・ルイーズ・コールマンがクララ・オズワルド役でカメオ出演し、「時空の果てで」（2015年）で失われた彼女に関する12代目ドクターの記憶が蘇る様子が描かれている。コールマンは撮影に積極的であったが、彼女が主演を務める『女王ヴィクトリア 愛に生きる』の撮影と時期が重複したため、クララのシーンは最後に撮影されることになった。モファットはクララについて「何度あの子を殺しても私の最後のショットに彼女がいる！これは極めて異常だ。殺せないコールマン！」と語った。

### 撮影
本作の脚本はスティーヴン・モファット、監督はレイチェル・タラレイが担当しているが、彼らは第10シリーズのフィナーレ二部作「残酷な宇宙の時間」と「散りゆくドクター」の脚本・監督を担当したコンビであった。2016年1月にモファットは、第10シリーズの後に番組の製作総指揮から退き、2018年の第11シリーズからはクリス・チブナルが後を引き継ぐと告知した。しかし、この時点で2017年クリスマススペシャルについては言及していなかった。モファットが第10シリーズの後に降板する一方、チブナルはクリスマススペシャルで彼の後を継ぐということをしたくなかったため、そのままでは例年製作されているクリスマススペシャルがキャンセルされることになった。チブナルの製作予定を知ったモファットは、将来的にファンから切望されるであろうクリスマススペシャルが無くなってしまうことを危惧し、最終エピソード製作のため製作総指揮に留まることにした。結果として彼はカパルディがもう1エピソード出演できるよう、第10シリーズの結末を書き直さなくてはならなくなった。
エピソードの終盤では、2人のドクターが別れを告げてそれぞれのターディスに戻って再生を開始する。初代ドクターの再生シーンは The Tenth Planet のオリジナル映像が使用された。このエピソードは消失したエピソードであったが、子供向け番組 Blue Peterの1973年版で使用された際に映像が保存されていた。
「散りゆくドクター」の最終シーンは「戦場と二人のドクター」の撮影の一部として撮影された。撮影は2017年6月12日に始まり、カパルディが12代目ドクターとして出演する場面は2017年7月10日に完了し、ウィテカーが13代目ドクターとして初出演する最終シーンは7月19日に撮影が行われた。タイトルは "The Doctors" と報じられていたが、2017年のコミコン・インターナショナルで "Twice Upon a Time" として正式に発表された。

## 放送と反応
当夜の視聴者数は570万人で、クリスマスの日の番組としては全チャンネルで5番目に多い視聴者を獲得した。タイムシフト視聴者を合算すると792万人に上り、Appreciation Index は81に達した。アメリカ合衆国では、BBCアメリカで220万人の視聴者を獲得した。

### 上映
「戦場と二人のドクター」は複数の国にて映画館で公開されており、12月25日にブラジル、12月26日にオーストラリアとデンマーク、12月27日から28日にかけてアメリカ合衆国とカナダで公開された。映画館での公開ではエピソードの舞台裏映像や、ピーター・カパルディとスティーヴン・モファットの任期を祝う特別映像も上映された。
日本では放送こそされていないが、2018年4月19日にHuluで「戦場と二人のドクター」の独占配信が開始された。

### 批評家の反応
| 専門評論家によるレビュー           | 専門評論家によるレビュー |
| レビュー・スコア                   | レビュー・スコア         |
| 出典                               | 評価                     |
| ---------------------------------- | ------------------------ |
| The A.V. Club                      | A-                       |
| エンターテインメント・ウィークリー | A                        |
| IndieWire                          | C+                       |
| IGN                                | 9.5                      |
| ニューヨーク・マガジン             | [ 54 ]                   |
| ラジオ・タイムズ                   | [ 55 ]                   |
| デイリー・テレグラフ               | [ 56 ]                   |
| デイリー・ミラー                   | [ 57 ]                   |
| Starburst                          | 7/10                     |

「戦場と二人のドクター」は一般に肯定的にレビューされ、脚本と演技が称賛を受けた。本作は2018年ヒューゴー賞映像部門短編部門の受賞最終候補になり、サターン賞テレビ部門にもノミネートされた。
ラジオ・タイムズのパトリック・マルケーンは本作を称賛しつつも、「初代ドクターがかつてよりも時代遅れに見える」と述べた。デン・オブ・ギークは初代ドクターのさり気ない性差別が笑いのネタとして使用されている点が公開前にも議論を呼んだ側面であるとした。

## ホームメディア

### 海外
「戦場と二人のドクター」はDVDとブルーレイディスクが2018年1月22日にリージョン2で、2018年2月7日にリージョン4で、2018年2月13日にリージョン1で発売された。
「戦場と二人のドクター」は『ドクター・フー』のエピソードでは初めて Ultra HD Blu-ray の形式でリリースされた。2018年9月25日にはリージョンAでリリースされた。

### 日本
日本では2018年10月5日に日本語版DVD-BOXに同梱される形でKADOKAWAから発売された。特典映像として本作の舞台裏映像も収録されている。

## 書籍版
ポール・コーネルによる本作の小説版は2018年4月5日にターゲット・コレクションとして BBC Books からペーパーバックで出版された。同日にはデジタル版もリリースされた。